# Kreuz für Auszeichnung von Aranjuez
Das Kreuz für Auszeichnung von Aranjuez war eine spanische Auszeichnung für die Teilnehmer am Kampf von Aranjuez  am 5. August 1809 im Unabhängigkeitskampf gegen Frankreich. Die Auszeichnung fand erst am 30. Mai 1816 durch königliches Dekret statt.

## Ordensdekoration
Die Ordensdekoration war ein goldgefasstes weißes Kreuz. Mittig war ein goldenes Schild mit der Einschrift „Por F. VII.“ für König Ferdinand VII., dem Stifter und dazu eine Umschrift „Vencedores de Aranjuez“. Ein grüner Lorbeerkranz bildete den Untergrund fürs Mittelschild. Es wurde ein gelbes Ordensband verwendet, was an einer goldenen Krone befestigt war, an der die Dekoration hing.